# 159 (số)
159 (một trăm năm mươi chín) là một số tự nhiên ngay sau 158 và ngay trước 160.